# Jana Winderen
Jana Winderen est une artiste et musicienne norvégienne née en 1965 à Bodø. 
Elle travaille en tant qu'artiste depuis 1993. Sa musique est publiée principalement par le label anglais Touch. Dans son travail, elle fait usage d'enregistrements sonores réalisés dans des milieux naturels isolés, tels que les abysses océaniques ou les glaciers.

## Biographie
Jana Winderen naît en 1965 à Bodø, en Norvège.
Elle effectue des études en biologie marine à l'université d'Oslo, puis des études en art au Goldsmiths College à Londres, dont elle est diplômée en 1993.
En 2011, elle est lauréate du prix Golden Nica au festival Ars Electronica pour sa pièce Energy Field.
En 2019, elle crée une installation commissionnée par l'entreprise horlogère Audemars Piguet, qui est exposée à Art Basel Miami Beach.
En 2021, BBC Radio 3 consacre une émission à son travail d'enregistrement autour du monde.

## Discographie

### Œuvres solo (sélection)
- Heated: Live In Japan (Touch, 2009)[5]
- Energy Field (Touch, 2010)
- Evaporation (Touch, 2014)
- Spring Bloom In The Marginal Ice Zone (Touch, 2018)
- The Blue Beyond (Touch, 2023)

### Collaborations
- Cloître, avec Thomas Köner (Touch, 2014)